# Darien, Illinois
Darien là một thành phố thuộc quận DuPage, tiểu bang Illinois, Hoa Kỳ. Năm 2010, dân số của thành phố này là 22086 người.

## Dân số
Dân số qua các năm:
- Năm 2000: 22860 người.
- Năm 2010: 22086 người.